# كوري جاكسون (مغن راب)
كوري جاكسون (بالإنجليزية: Corey Jackson) هو رابر أمريكي، ولد في 16 يوليو 2006 في جاكسون في الولايات المتحدة.